# Chiesa (Formazza)
Chiesa (Andermatten in tedesco, Andrmattu o Zer Chilchu in walser) è una frazione del Comune di Formazza, in provincia del Verbano-Cusio-Ossola.
Chiesa, "situata tra i prati" ("in der mattu"), è la sede della Parrocchia di Formazza.
La frazione è composta da un piccolo agglomerato di case che si raccoglie attorno alla Chiesa Parrocchiale dei Santi Bernardo e Carlo.

Nella frazione si trova anche l'antico Cimitero Walser con le caratteristiche croci in legno, uguali per ogni defunto.

## Chiesa parrocchiale
I walser fondarono le colonie di Formazza accompagnati dalla loro fede e dalla devozione per i loro santi; avevano però bisogno di un sostegno spirituale.

Per assistere alle celebrazioni più importanti dovevano recarsi a piedi fino a Baceno o a Crodo; perciò, in inverno, quando nevicava molto e faceva freddo intenso, erano completamente tagliati fuori dalla vita parrocchiale.
I Formazzini fecero sentire le loro lamentele al vescovo di Novara e riuscirono a realizzare, con il contributo di tutti, un oratorio nel paesino In der Matter (o Andermatt), dove la Pieve di Crodo mandava ogni tanto un sacerdote a celebrare la Messa.

Così tutti i Formazzini vi si recavano a pregare, ma sentivano sempre più la necessità di avere un prete stabile; lo ottennero ad un patto: i valligiani dovevano assicurare il mantenimento e pensare agli arredi della chiesa; il sacerdote doveva celebrare qualsiasi funzione e tutte le processioni che la gente chiedeva.
Nel 1398 la cappella viene consacrata e diventa Parrocchia dedicata a San Bernardo d'Aosta.

Nel 1600 fu ricostruita; affiancato a San Bernardo, come patrono, troviamo anche San Carlo Borromeo.

Alcuni valligiani trasferitisi a Roma mandarono un contributo per la costruzione del campanile. In seguito ciascuna frazione costruì il proprio Oratorio, dove pregare.
Orario Santa Messa: Festiva ore 11.00.
Edificio Religioso:
- Chiesa Parrocchiale dei Santi Bernardo di Aosta (15 giugno) e Carlo Borromeo (4 novembre) 1400 / ampl 1775 / rinnovo pitture 1935